# Oliveira da Figueira
Oliveira da Figueira är en fiktiv figur som förekommer i Tintins äventyr, han är en köpman från Portugal verksam i Wadesdah.

## Första mötet
Första gången han dyker upp är i Faraos cigarrer. Tintin möter honom på en båt och det visar sig att Oliveira da Figueira är en skicklig försäljare. Det första han gör är att visa Tintin sina produkter och förklarar att det inte kostar något att titta lite. Det visar sig att Oliveira da Figueira har en otrolig övertalningsförmåga och Tintin som tror att han kan stå emot försäljare har ändå till slut köpt en hel hög av onödiga produkter. Man får sedan veta att Oliveira da Figueira slår sig ned i öknen och kan sälja sina produkter till beduinerna. Det visar sig dock att visa beduiner inte riktigt har förstått sig på hur en del varor ska användas så risken finns att de till och med äter tvål.

## Härkomst
Oliveira da Figueira är från Portugal vilket han gärna påtalar, men bor numera i Khemeds huvudstad Wadesdah. Han dyker sedan upp i Det svarta guldet, där han driver en butik som han säljer sina produkter i. Han har också alltid en flaska vin till hands som är från Portugal vilket kan tolkas som ett drag av hemlängtan. Han dyker även upp i Koks i lasten där han lever farligt då det är oroligt i Khemed och Tintin och Kapten Haddock är eftersökta. 

## Lojalitet
Givetvis ställer han upp för sina vänner Tintin och Kapten Haddock trots att det kan innebära fara för honom.